# Герб Магерова
Герб Магерова — офіційний символ селища Магерів Львівської області. Затверджений 17 липня 2007 року рішенням сесії Магерівської селищної ради.
Автор проекту — А. Гречило.

## Опис
У золотому полі стоїть чорний ведмідь із червоними очима, над ним два зелені жолуді, кожен із двома листочками.

## Зміст
У символах селища частково збережено мотив герба Равич, який фігурував на давніших печатках Магерова, але з новим значенням і незначними доповненнями. Ведмідь і жолуді в золотому полі означають містечко, яке виникло на піщаних ґрунтах серед густих лісів як укріплений пункт на шляху ворожих нападів.